# My Sister Eileen
My Sister Eileen (bra: Solteiras às Soltas; prt: Há Falta de Homens) é um filme estadunidense de 1942, do gênero comédia, dirigido por Alexander Hall, e estrelado por Rosalind Russell, Brian Aherne e Janet Blair. O roteiro de Joseph Fields e Jerome Chodorov foi baseado em sua própria peça teatral homônima de 1940.
A trama retrata a história de duas irmãs que mudam de uma cidade rural para Nova Iorque dispostas a fazer suas fortunas.
A produção marcou as estreias cinematográficas de [Miss] Jeff Donnell e Arnold Stang.

## Sinopse
As irmãs Ruth (Rosalind Russell) e Eileen Sherwood (Janet Blair) deixam sua cidade natal em Ohio para tentar fazer suas fortunas em Nova Iorque – Ruth como uma jornalista, e Eileen como uma atriz de teatro. Juntas, elas alugam um apartamento no Greenwich Village, onde transitam diversos tipos de pessoas. As duas conhecem também Robert Baker (Brian Aherne), um editor de revistas que se prontifica a ajudá-las. Ruth, com dificuldades para publicar histórias, começa a fazer sucesso quando passa a escrever sobre sua irmã Eileen, atraente, ingênua e sempre metida em confusões.

## Elenco
- Rosalind Russell como Ruth Sherwood
- Brian Aherne como Robert Baker
- Janet Blair como Eileen Sherwood
- George Tobias como Appopolous
- Allyn Joslyn como Chic Clark
- Grant Mitchell como Walter Sherwood
- Gordon Jones como "The Wreck" Loomis
- Elizabeth Patterson como Avó Sherwood
- Richard Quine como Frank Lippincott
- June Havoc como Effie Shelton
- Donald MacBride como Policial Lonigan
- Frank Sully como Jensen
- Clyde Fillmore como Ralph Craven
- [Miss] Jeff Donnell[a] como Helen Loomis
- Arnold Stang como Jimmy (não-creditado)
- The Three Stooges:
  - Moe Howard como Moe (não-creditado)
  - Larry Fine como Larry (não-creditado)
  - Curly Howard como Curly (não-creditado)

## Produção
A peça teatral e o roteiro de Joseph Fields e Jerome Chodorov originaram-se de vários artigos autobiográficos de Ruth McKenney, publicados na revista The New Yorker. A peça teatral foi montada com enorme sucesso na Broadway entre dezembro de 1940 e janeiro de 1943, em um total de 864 apresentações.
A Columbia Pictures pagou US$ 225 mil pelos direitos de exibição da história. Os atores Richard Quine e Gordon Jones apareceram na produção da Broadway e também no filme. A nacionalidade dos marinheiros estrangeiros foi alterada de brasileira, como estava na peça, para portuguesa quando o governo brasileiro protestou contra a representação dos marinheiros.
The Three Stooges, famoso grupo cômico estadunidense, fez uma participação especial no final do filme como três operários de uma nova linha de metrô.

## Recepção
Bosley Crowther, em sua crítica para o jornal The New York Times, chamou o filme de "um ato de malabarismo farsesco no qual os autores ... mantêm seus personagens girando mais pela velocidade do que pela graça. Algumas partes são forçadas quase até a beira do limite; algumas delas arrastam-se pesadamente na tela. E Alexander Hall, o diretor, fez pouco com sua câmera naquela pequena sala. Mas Rosalind Russell interpreta a irmã inteligente com um ar deliciosamente sombrio e cínico, e Janet Blair é desarmantemente ingênua como a irmã bonita e desejável ... My Sister Eileen é alegre e vibrante".
Em 1992, em sua crítica do lançamento em DVD do filme, Steve Daly, da revista Entertainment Weekly, deu-lhe uma nota B+, chamando-o de "um festival de humor ácido maluco, lançando piada após piada rapidamente". Ele acrescentou: "Embora o tom seja farsesco, há um certo toque na representação do filme da vida urbana de uma garota solteira".
Segundo o crítico e historiador de cinema Ken Wlaschin, este é um dos dez melhores filmes de Rosalind Russell.

## Adaptações
Em 5 de julho de 1943, o filme foi apresentado em uma transmissão de uma hora do Lux Radio Theatre. Rosalind Russell, Brian Aherne e Janet Blair reprisaram seus papéis. Em 18 de outubro de 1943, eles reprisaram seus papéis novamente em uma transmissão do Screen Guild Theater.
Em 18 de maio de 1946, o filme foi novamente apresentado em uma transmissão do Academy Award Theater, em reconhecimento à indicação de Russell ao Oscar. Russell e Blair reprisaram seus papéis.
"Wonderful Town", um musical de 1953, foi baseado na peça teatral e apresentado na Broadway entre fevereiro de 1953 e julho de 1954, em um total de 559 apresentações. Russell reprisou seu papel, um alter ego da autora. O filme foi refilmado em 1955, como um musical homônimo, dirigido por Richard Quine, e estrelado por Janet Leigh, Jack Lemmon e Betty Garrett.
De 5 de outubro de 1960 a 12 de abril de 1961, a CBS transmitiu uma sitcom homônima, estrelada por Elaine Stritch e Shirley Bonne. O show foi cancelado após uma temporada.

## Prêmios e indicações
| Ano  | Cerimônia | Categoria    | Indicado         | Resultado | Ref.          |
| ---- | --------- | ------------ | ---------------- | --------- | ------------- |
| 1943 | Oscar     | Melhor atriz | Rosalind Russell | Indicada  | [ 16 ] [ 17 ] |